# Parrot Bebop 2
Il Parrot Bebop 2 è un aeromobile a pilotaggio remoto (APR o drone) quadricottero costruito dall'azienda francese Parrot e commercializzato a fine 2015. È il successore del drone Parrot Bebop uscito nel 2014.

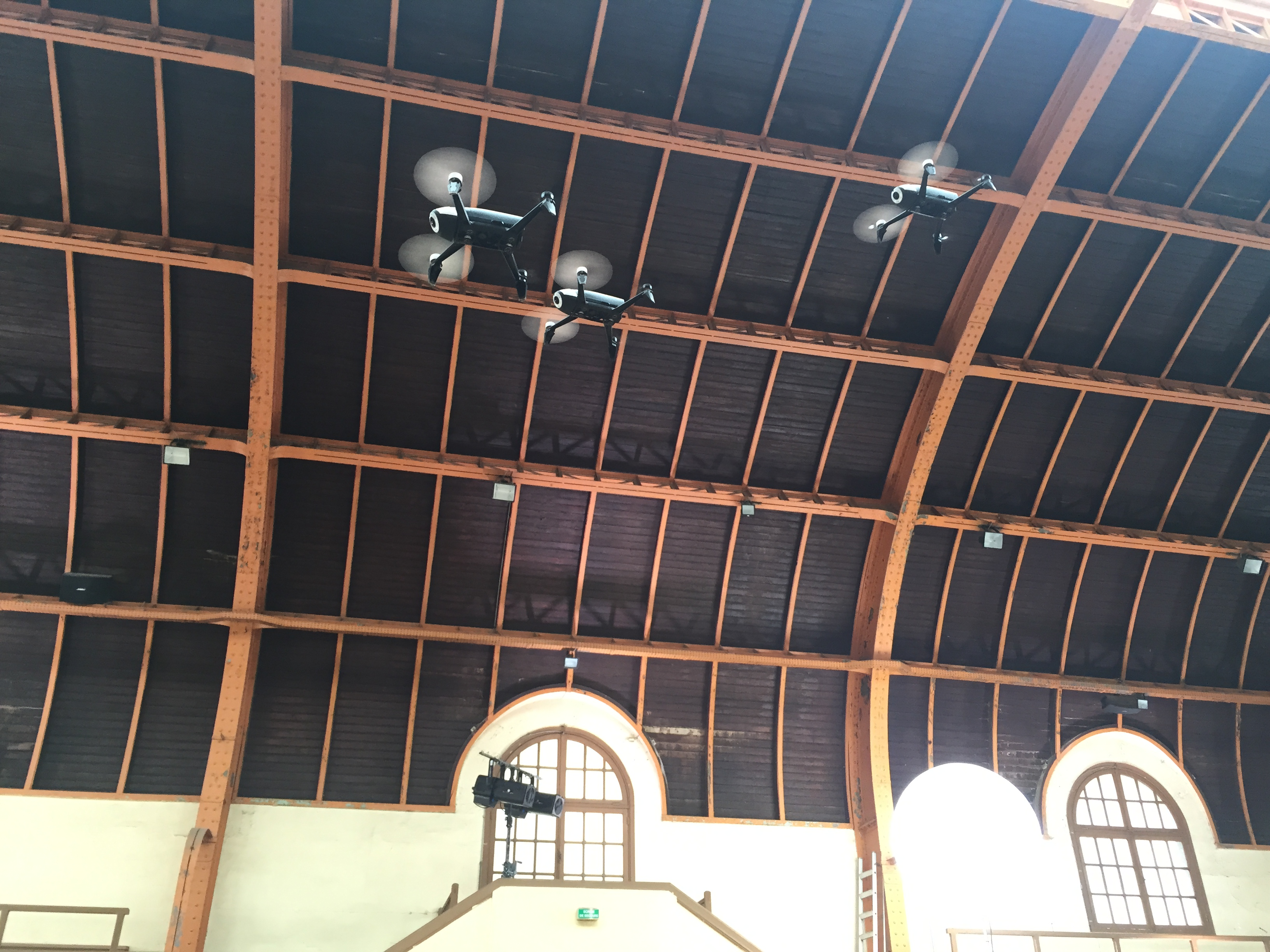
Il drone in una prova di volo

## Caratteristiche

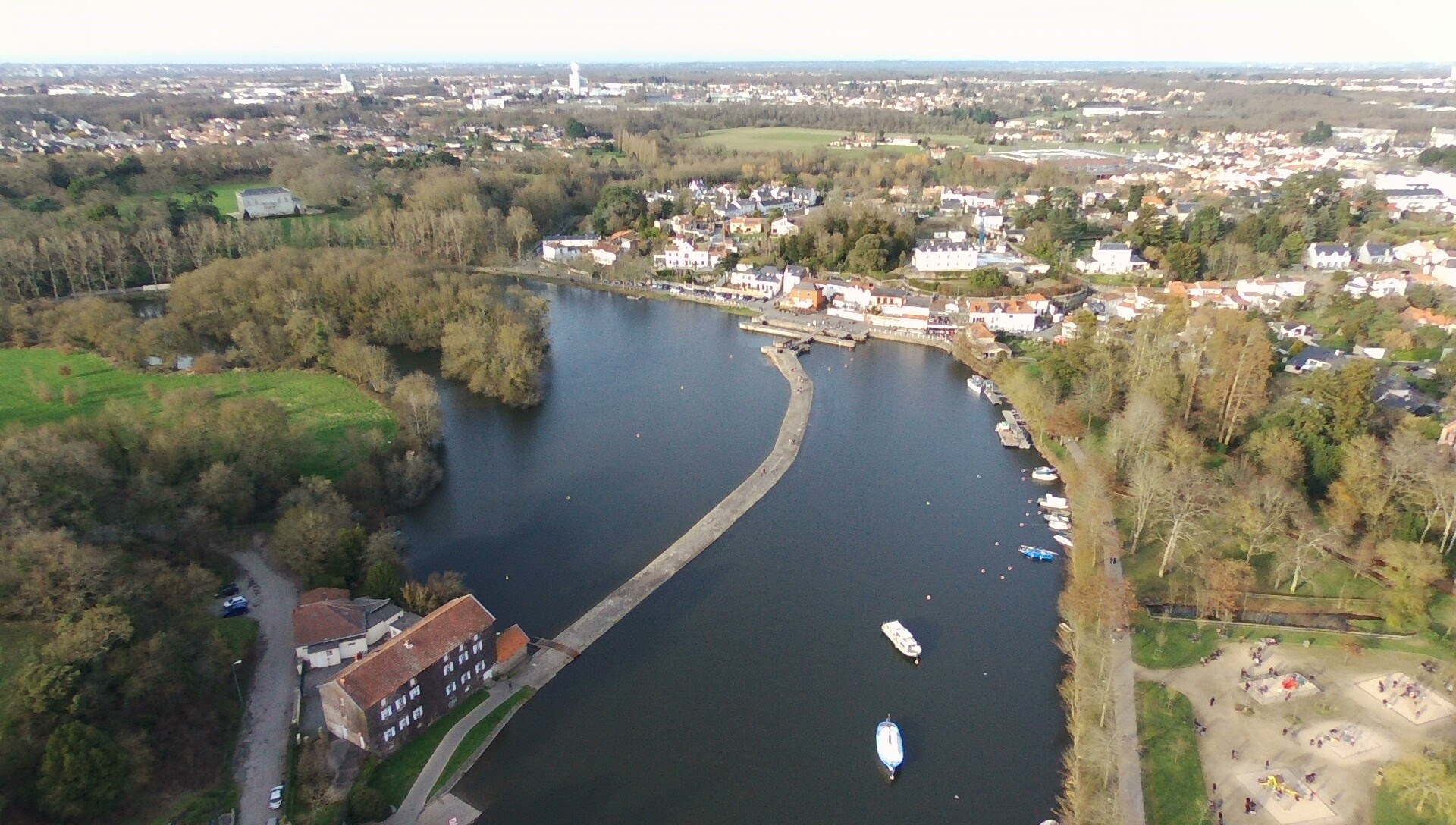
Una foto scattata dal drone

Monta quattro motori "brushless" che gli permettono di raggiungere 60 km/h e una telecamera Full HD 1080p 14 Mpx con una lente "fisheye" con stabilizzazione digitale a tre assi. Il Parrot Bebop 2 è un diretto competitore del DJI Phantom 3, ed è uno dei più acquistati per la sua semplicità d'uso.
Il drone è pilotabile tramite smartphone o tablet tramite l'app per Android e iOS "FreeFlightPro", ma è pilotabile anche tramite i dispositivi "Skycontroller" e "Skycontroller2" di Parrot, che gli permettono di raggiungere i 2 km di distanza promessi da Parrot.
La batteria è una LiPo e ha una durata media di 25 minuti e si ricarica in circa 45 minuti.
Una caratteristica importante del drone è la sua leggerezza, malgrado ciò a causa del suo peso di circa 500 grammi, è richiesto un attestato ENAC apposito ed una assicurazione per la responsabilità civile per pilotarlo. (Per pilotaggio senza attestato ENAC il peso del drone a pieno carico deve essere uguale o inferiore ai 250 grammi, l'assicurazione è comunque obbligatoria).

## Parrot Bebop 2 FPV
Circa un anno dopo dalla commercializzazione del drone, Parrot rilascia il bundle FPV del drone, che include nella confezione, oltre il drone, il Parrot Skycontroller 2 (che estende il segnale da 300 metri a 2 km) e un pratico visore FPV che funziona tramite lo smartphone.